# Lenkiv, Novhorod-Siverskîi
Lenkiv (în ucraineană Леньків) este un sat în comuna Mamekîne din raionul Novhorod-Siverskîi, regiunea Cernihiv, Ucraina.

## Demografie
Componența lingvistică a localității Lenkiv
     Ucraineană (76,33%)
     Rusă (23,67%)
Conform recensământului din 2001, majoritatea populației localității Lenkiv era vorbitoare de ucraineană (76,33%), existând în minoritate și vorbitori de rusă (23,67%).